# Trichogrammatomyia tortricis
Trichogrammatomyia tortricis är en stekelart som beskrevs av Girault 1916. Trichogrammatomyia tortricis ingår i släktet Trichogrammatomyia och familjen hårstrimsteklar. Inga underarter finns listade i Catalogue of Life.